# 阿爾帕科查湖
阿爾帕科查湖（Lake Allpacocha），是秘魯的湖泊，位於該國北部安卡什大區，由瓦里省的查文德萬塔爾區負責管轄，處於布蘭卡山脈的一部分，長0.6公里、寬0.4公里，海拔高度4,761米。